# Carretera Federal 10
La Carretera Federal 10 es una carretera mexicana que recorre el norte del estado de Chihuahua.
La Carretera Federal 10 tiene su origen en la población de El Sueco Chihuahua, donde entronca con la Carretera Federal 45, transcurre hacia el oeste pasando por la población de Flores Magón, después de ella continúa hasta la población de San Buenaventura y continúa hasta la ciudad de Nuevo Casas Grandes, la principal población de la región, finalmente culmina al unirse a la Carretera Federal 45 en Janos, Chihuahua. La carretera tiene una longitud de 255 km.
Las carreteras federales de México se designan con números impares para rutas Norte-Sur y con números pares para las rutas Este-Oeste. Las designaciones numéricas ascienden hacia el Sur de México para las rutas Norte-Sur y ascienden hacia el Este para las rutas Este-Oeste. Por lo tanto, la carretera federal 10, debido a que su trayectoria es Este-Oeste, tiene la designación de número par, y por estar ubicada en el Noroeste de México le corresponde la designación N° 10.

## Trayectoria

### Chihuahua
- El Sueco – Carretera Federal 45
- Ejido Constitución
- San Buenaventura
- Galeana
- Nuevo Casas Grandes
- Janos – Carretera Federal 2